# 巴特帕拉
巴特帕拉（Bhatpara），是印度西孟加拉邦North Twentyfour Parganas县的一个城镇。总人口441956（2001年）。

## 人口
该地2001年总人口441956人，其中男性243065人，女性198891人；0—6岁人口40501人，其中男20969人，女19532人；识字率72.33%，其中男性为77.91%，女性为65.50%。